# Studio 100 TV
Studio 100 TV  is de eerste televisiezender van Studio 100 die muziekclips afspeelt voor kinderen van de Studio 100-figuren zoals Kabouter Plop, Samson & Gert en K3. De zender en de website worden gemaakt in samenspraak met Proximus.

## Ontvangst
Studio 100 TV is in Vlaanderen te bekijken bij Proximus TV. De zender was tot 1 oktober 2013 ook te bekijken in Nederland bij KPN Interactieve Televisie (kanaal 57). Wegens het stopzetten van Telenet is de zender ook via dat kanaal niet meer te bekijken. Sinds 1 juni 2016 bestaat er ook een Franstalige versie die enkel bij Proximus te zien is. De zender zendt sinds augustus 2016 in HD uit. Vanaf 1 januari 2018 zal Studio 100 TV niet meer op Telenet beschikbaar zijn. Het contract tussen beiden partijen was verlopen en Studio 100 besloot hun zender exclusief aan Proximus aan te bieden. Later, op 1 februari 2023 kwam de zender weer terug in het basisaanbod van Telenet. De zender was vanaf dat moment bij verschillende providers beschikbaar. Tegelijkertijd werden Studio 100 Hits en de Franstalige versie van Studio 100 TV werden op 1 februari 2023 stopgezet.

## Nieuwe huisstijl
Sinds september 2015 is er een nieuwe huisstijl op Studio 100 TV. Sindsdien zijn er enkele presentatoren die verduidelijking geven bij de programma's en nieuwe muziekvideoclips: Joyce Beullens, James Cooke, Marie Verhulst en Annabet Ampofo.

## Programma's
| Programma                           | Inhoud |
| ----------------------------------- | --- |
| Big & Betsy                         | Samen met Big het varken beleeft Betsy avonturen |
| Blinky Bill                         | De koala Blinky Bill beleeft samen met zijn vriendjes avonturen. |
| De drukke wereld van Richard Scarry | Hukkie de Kat en worm Wimpie leren spelenderwijs wat wel en niet mag. |
| De Grote Van Leemhuyzen Quiz        | In deze quiz stelt Eugène van Leemhuyzen vragen over Studio100-figuren.                                                                                                   |
| De Wereld van K3                    | Een talkshow gepresenteerd door de meiden van K3 |
| Dit is K3                           | Documentaire waarin de nieuwe K3 wordt gevolgd. (Ook te zien bij RTL Telekids)                                                                                            |
| Dive Olly Dive                      | De boten Olly en Beth zijn twee jonge mariniers in opleiding. (Ook te zien bij RTL Telekids)                                                                              |
| Dodo...                             | Avondprogramma met studio100-liedjes. |
| Flin & Flo                          | Avonturenreeks over een draak en een ridder die samen de wereld rondvliegen in hun houten draak en het kwaad bestrijden. (Ook te zien bij RTL Telekids)                   |
| Flipper en Lopaka                   | Lopaka woont op een afgelegen eiland en samen met Flipper de dolfijn gaat hij op avontuur. (Ook te zien bij RTL Telekids Digitaal)                                        |
| Florrie's Draakjes                  | Prinses Florrie woont in een land met vriendelijke draken en dit zorgt voor heel wat avontuur. (Ook te zien bij RTL Telekids)                                             |
| Goeiemorgen!                        | Ochtendprogramma met studio100-liedjes. |
| K3 Kan Het!                         | Hierin vervult de meidengroep K3 de wensen van hun fans. |
| K3 Special                          | Programma met K3-liedjes |
| Kabouter Plop Special               | Programma met Kabouter Plop-liedjes |
| Lolly Lolbroek                      | (Ook te zien bij RTL Telekids Digitaal) |
| Mega Mindy Special                  | Programma met Mega Mindy-liedjes |
| Nils Holgersson                     | De mini-Nils gaat op de rug van een gans op verkenning in Zweden. |
| Kosmoo                              | Kosmoo, een bionische superhond, die samen met zijn baasje Robbe en beste vriendin Ellis, de spannendste avonturen beleeft in het dorpje Zeezicht. (Ook te zien bij ZAPP) |
| Piet Piraat Special                 | Programma met Piet Piraat-liedjes |
| Pinokkio                            | De houten pop Pinokkio gaat op zoek naar het verschil tussen goed en kwaad.                                                                                               |
| Pippi Langkous                      | Samen met haar buurjongen en buurmeisje beleeft de alleenwonende Pippi avonturen.                                                                                         |
| Plop en de Peppers                  | Avontuur met Kabouter Plop met zijn vrienden Pepijn het Konijn, Pol de Mol en Pip de Muis die samen de muziekgroep 'De Peppers' vormen. (Ook te zien bij Z@ppelin)        |
| Plop Vertelt                        | Plop vertelt a.d.h.v. tekeningen een verhaal dat hij heeft beleefd. (Ook te zien bij RTL Telekids)                                                                        |
| Pluizerd de Eekhoorn                | Pluizerd is als wees opgevoed door een kat en beleeft avonturen op een boerderij.                                                                                         |
| Regenboog                           | De vis Regenboog beleeft in een onderwaterstad enkele avonturen. |
| Samson & Gert Special               | Programma met Samson & Gert-liedjes |
| Sinbad de Zeeman                    | Samen met een pratende raaf beleeft Sinbad stiekem avonturen aan boord van een schip waar hij niet mag zijn.                                                              |
| Smossen mag                         | Chef-kok Roger van Damme laat kinderen gerechten maken. |
| Studio 100 Disco                    | Verzameling van de beste disco-liedjes van Studio 100. |
| Studio 100 Hits!                    | Verzameling van de beste liedjes van Studio 100. |
| Studio 100 Karaoke                  | Programma met ondertitelde liedjes bedoeld om zelf mee te kunnen zingen.                                                                                                  |
| Tao Tao                             | Tao Tao is een pandabeer en speelt steeds met zijn vrienden in het bos. Wanneer er ruzie is leest zijn mama een verhaaltje voor.                                          |
| Tashi                               | Wanneer Tashi terechtkomt in het dorp van zijn neef beleeft hij samen met hem avonturen. (Ook te zien bij RTL Telekids)                                                   |
| TwiniPop                            | TwiniPop wil heel graag dansen. Ze krijgt les van haar zus in het theater maar dit loopt soms mis wegens het kattenkwaad van hun broer (Ook te zien bij Z@ppelin)         |
| Welkom bij K3                       | (Ook te zien bij Z@ppelin) |
| Wickie de Viking                    | De slimme viking Wickie moet zijn vader altijd helpen om een schat te veroveren.                                                                                          |
| Zigby                               | Zigby de zebra beleeft samen met zijn vrienden Mickey en Pico avonturen op een exotisch eiland. (Ook te zien bij RTL Telekids)                                            |

Geschiedenis van de Vlaamse televisie